# Paul Johansson

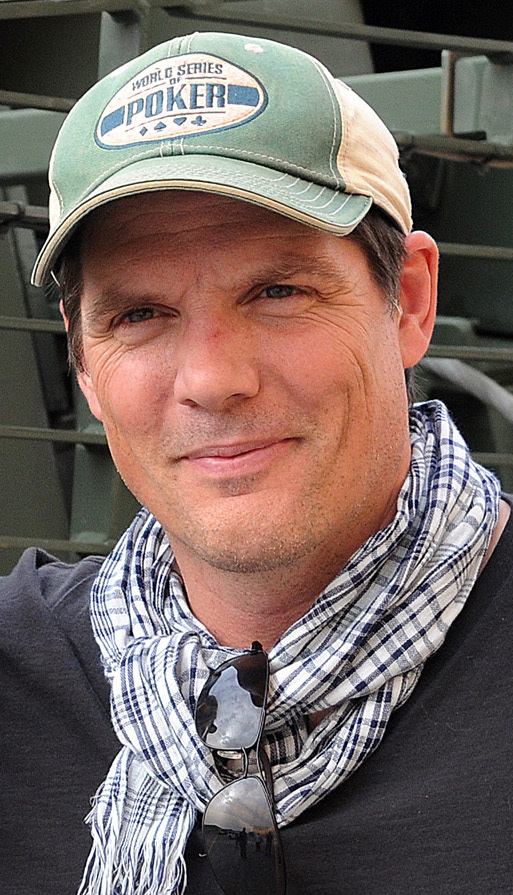
Paul Johansson, 2009

Paul Joseph Otto Johansson (* 26. Januar 1964 in Spokane, Washington) ist ein US-amerikanischer Schauspieler, Regisseur und Drehbuchautor.

## Leben
Johansson wurde in den Vereinigten Staaten geboren, aufgewachsen ist er in Kanada. Dort spielte er zwei Jahre in der Basketballnationalmannschaft. Seine Karriere als Schauspieler begann im Jahr 1989 in der US-Soap California Clan, wo er die Rolle des Greg Hughes spielte. Danach folgte eine wiederkehrende Rolle in der Comedyserie Parker Lewis. Im Jahr 1993 spielte er dann den John Sears in der Fox-Serie Beverly Hills, 90210. Danach folgten Gastrollen in Serie wie Eine himmlische Familie, Dharma & Greg und Andromeda. Zwischendurch spielte er noch als Nick Wolfe in der kurzlebigen Serie Raven – Die Unsterbliche mit. 2000 spielte er in dem Western Glory Glory mit, in dem er einen Generalssohn namens Wes spielt.
2003 kam mit One Tree Hill und der Rolle des Dan Scotts sein Durchbruch. So bekam er sogar von dem Dallas-Hauptdarsteller Larry Hagman für seine Darstellung des fiesen Intriganten ein Kompliment. Neben seinen Auftritten in verschiedenen Serien ist Johansson auch immer wieder in kleinen Nebenrollen bei Kinofilmen dabei. Für seinen Film The Incredible Mrs. Ritchie erhielt er im Jahre 2004 einen Daytime Emmy-Award. 2011 inszenierte er mit Die Atlas Trilogie – Wer ist John Galt? seine erste Kinoproduktion, eine Romanverfilmung.
Johansson führte neben den beiden Filmen, zu denen er selbst das Drehbuch geschrieben hatte, auch bei One Tree Hill immer wieder mal Regie.

## Filmografie (Auswahl)
Als Schauspieler
- 1991: Lieblingsfeinde – Eine Seifenoper (Soapdish)
- 1993–1994: Beverly Hills, 90210 (13 Folgen)
- 1997: Eine himmlische Familie (7th Heaven, Folge 1x17)
- 1998: Dharma & Greg (Folge 1x15)
- 1998–1999: Raven – Die Unsterbliche (Highlander: The Raven, 22 Folgen)
- 1999: Wishmaster 2 – Das Böse stirbt nie (Wishmaster 2: Evil Never Dies)
- 2000: Andromeda (Folge 1x05)
- 2000: Hope Island (2 Folgen)
- 2002: The District – Einsatz in Washington (The District, 2 Folgen)
- 2003–2012: One Tree Hill (129 Folgen)
- 2004: Wie ein einziger Tag (The Notebook)
- 2006: Alpha Dog – Tödliche Freundschaften (Alpha Dog)
- 2009: Der blutige Pfad Gottes 2 (The Boondock Saints II: All Saints Day)
- 2012: Criminal Minds (Folge 7x15 Farbenlehre)
- 2013: Stonados – Wenn Steine vom Himmel fallen (Stonados)
- 2013: Beauty and the Beast (Folge 2x06)
- 2015: Bones – Die Knochenjägerin (Bones, Folge 11x04)
- 2015: Mad Men (3 Folgen)
- 2016–2018: Van Helsing (16 Folgen)
- 2017: Once Upon a Time – Es war einmal … (Once Upon a Time, Folge 6x07)
- 2020: Navy CIS (Fernsehserie, Folge 17x17)
- 2022: Detective Knight: Redemption
- 2023: God Is a Bullet
- 2023: Muzzle - K9 Narcotics Unit
- 2025: Marked Men: Rule + Shaw